# Fiorde de Geiranger
O fiorde de Geiranger (em Norueguês, Geirangerfjorden) situa-se em Sunnmøre, na região de Møre og Romsdal. É um fiorde com 15 km de comprimento e uma profundidade máxima de 258 m, sendo, na realidade, um braço do Fiorde grande (Storfjorden). Na parte mais interior do fiorde, encontra-se a povoação de Geiranger.
Ao longo da extensão do fiorde, encontram-se algumas quintas abandonadas, acessíveis por barco. Algumas delas foram restauradas pela associação dos amigos do fiorde grande.
É um dos locais turísticos mais visitados da Noruega. A 14 de Julho de 2005 passou a fazer parte da lista do património da humanidade, da Unesco, em conjunto com o fiorde de Nærøy, que dele dista 120 quilómetros.

## Galeria

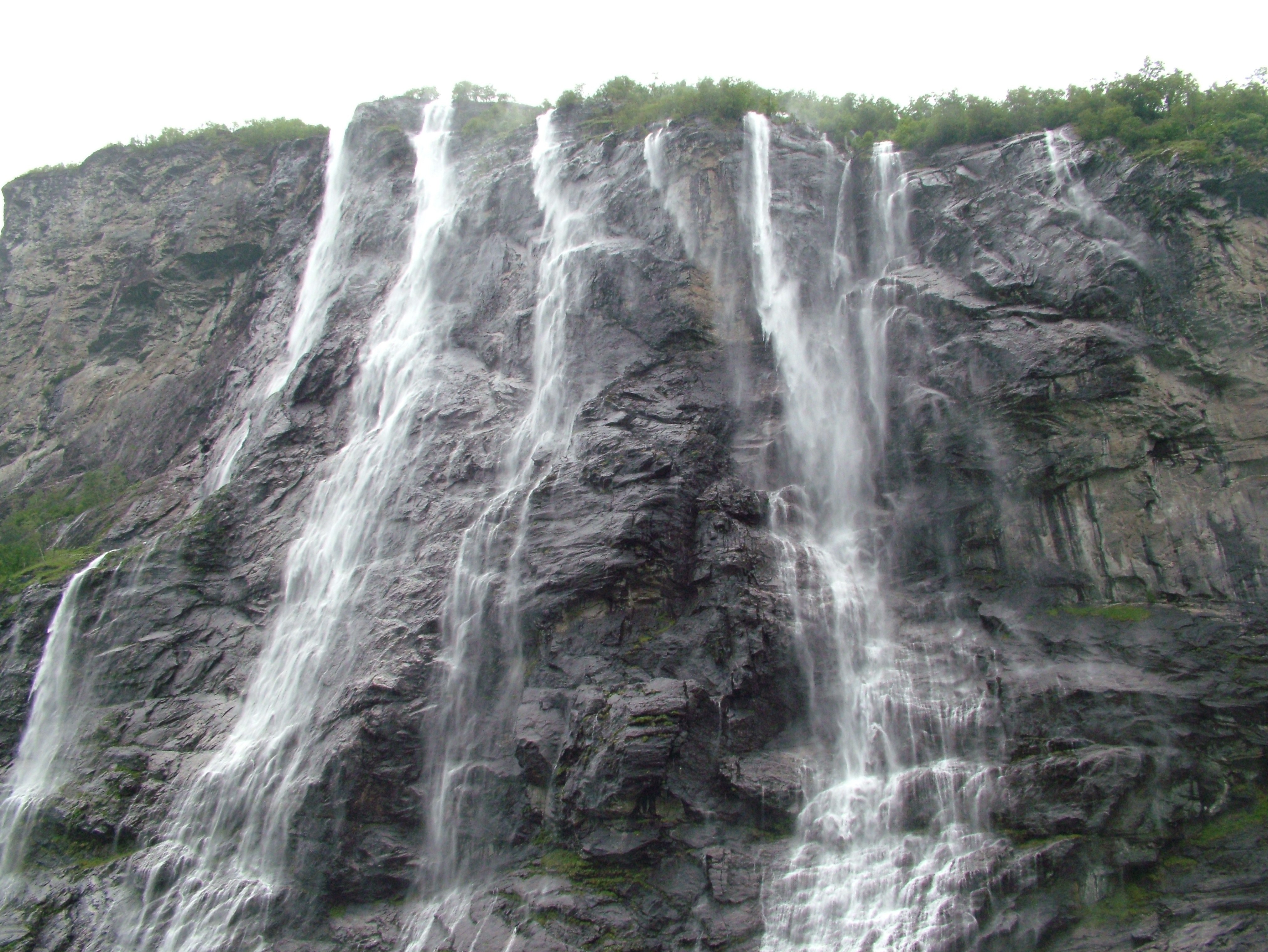
A queda de água das sete irmãs, no fiorde de Geiranger
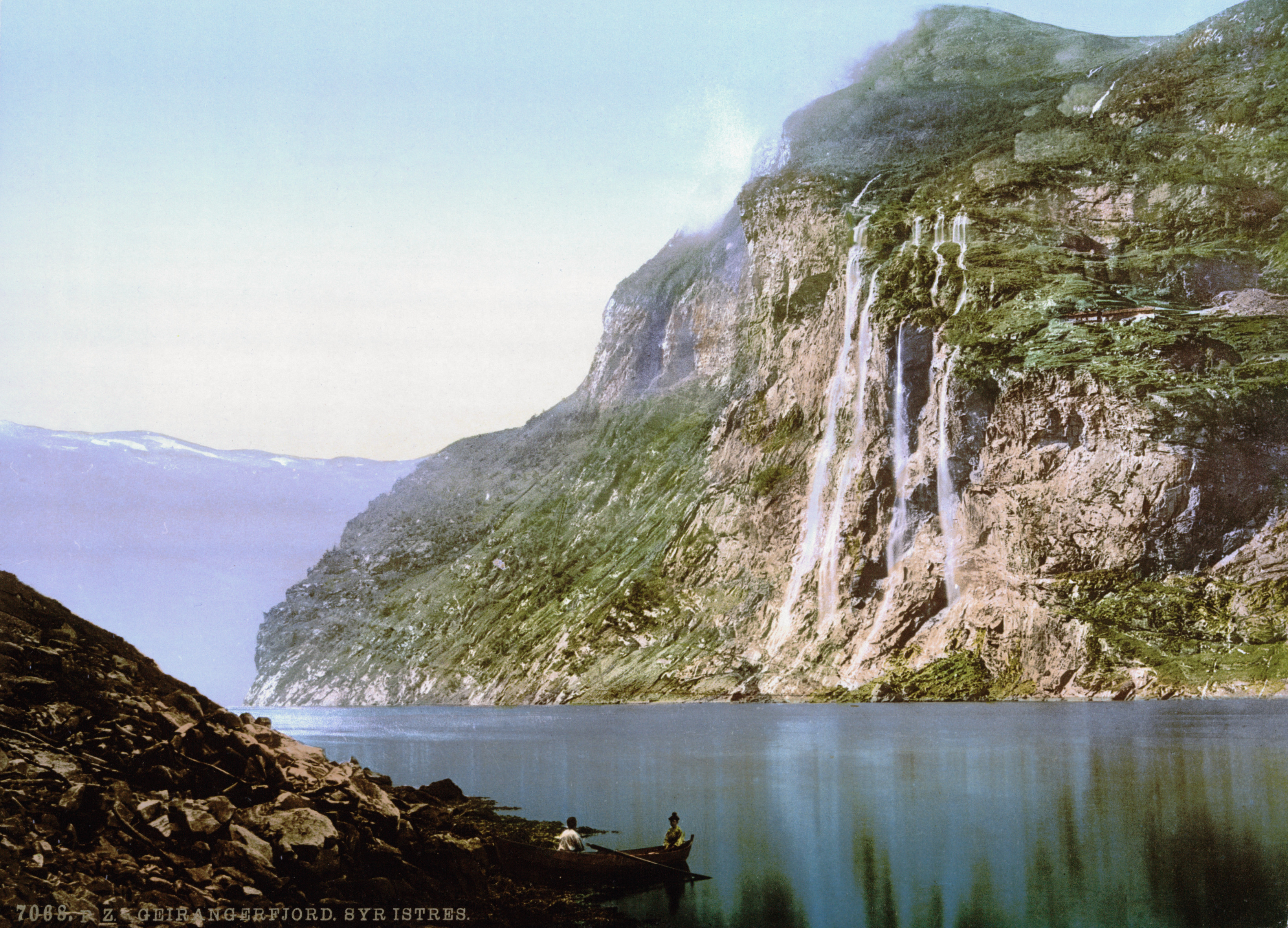
Um antigo postal mostrando as sete irmãs
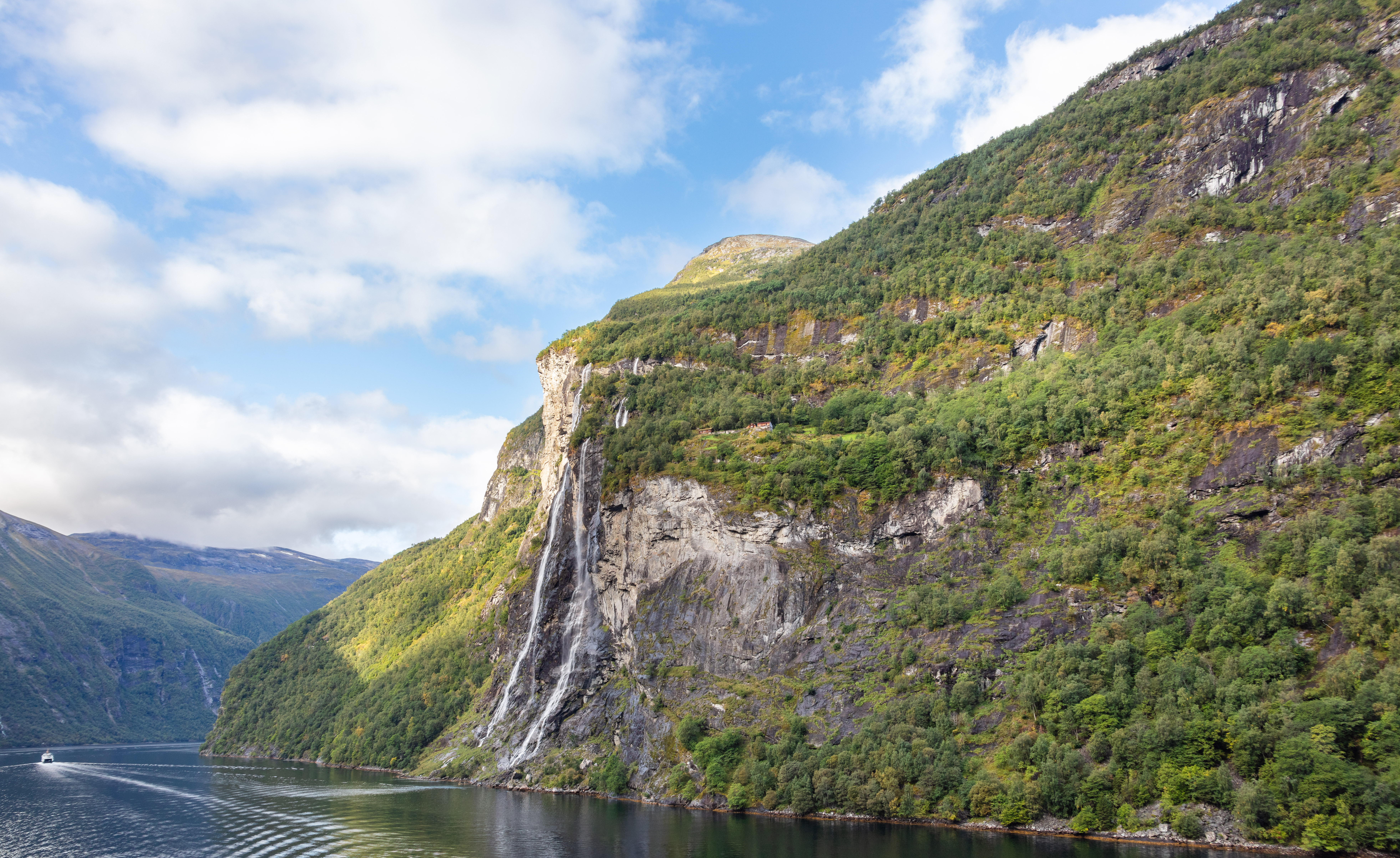
Vista da água